# アナント・ナーグ
アナント・ナーグ（Anant Nag、1948年9月4日 - ）は、インドのカンナダ語映画で活動する俳優。これまでに300本以上の映画に出演しており、このうち200本がカンナダ語映画で、残り100本はヒンディー語映画、テルグ語映画、マラーティー語映画、マラヤーラム語映画、英語映画である。このほかに舞台演劇、パラレル映画、テレビシリーズでも活動している。
1973年に『Sankalpa』で映画デビューし、翌1974年に『芽ばえ』でパラレル映画に出演した。代表作として『Bayalu Daari』『Kanneshwara Rama』『Naa Ninna Bidalaare』『Chandanada Gombe』『Benkiya Bale』『Ganeshana Maduve』『Gauri Ganesha』『Mungaru Male』『Godhi Banna Sadharana Mykattu』『Raajakumara』『Sarkari Hi. Pra. Shaale, Kasaragodu, Koduge: Ramanna Rai』『K.G.F: CHAPTER 1』『K.G.F: CHAPTER 2』『Gaalipata 2』が挙げられる。

## 生い立ち
1948年9月8日、現在のカルナータカ州シラリに暮らすコンカニ語話者家庭の夫婦アーナンディとサダーナンド・ナーガールカッテの息子として生まれる。姉にはシャーマーラ、兄にはシャンカル・ナーグがいる。
幼少期はウドゥピ県アッジャルカードのカトリック学校、ダクシナ・カンナダ県のアーナンダ・アーシュラム、ウッタラ・カンナダ県のチトラプール・マスで教育を受け、9回生の時にボンベイの学校に転校した。成長後は軍人の道に進もうとするが、インド陸軍からは体重が軽過ぎることを理由に、インド空軍からは視力の低さを理由に入隊を拒否され、その後は演劇に興味を持ちコンカニ語、カンナダ語、マラーティー語の舞台演劇に出演し、22歳まで活動した。

## キャリア

### 俳優
ナーグはコンカニ語、カンナダ語の舞台演劇で俳優としてのキャリアを始め、5年間コンカニ語、カンナダ語、マラーティー語、ヒンディー語の演劇で活動している。主に出演していたのはサティヤデーヴ・ドゥベー、ギリーシュ・カルナード、アモール・パレカルの手掛ける演劇だった。
1973年にカンナダ語映画『Sankalpa』で映画デビューし、1970年代から1980年代にかけてパラレル映画で活動して同ジャンルを代表する俳優に成長した。この間、サティヤデーヴ・ドゥベーの紹介でシャーム・ベネガルと出会い、彼が監督を務めた『芽ばえ』『Nishant』『Manthan』『ミュージカル女優』『Kondura』『Kalyug』に出演した。1975年には国家映画賞 カンナダ語長編映画賞を受賞したG・V・アイヤルの『Hamsageethe』に出演している。1986年には兄シャンカルが監督を務めたテレビシリーズ『Malgudi Days』に出演した。
2016年に出演した『Godhi Banna Sadharana Mykattu』ではアルツハイマー認知症患者を演じ、批評家から「映画の興行的な成功に貢献した」と絶賛された。2022年は『Gaalipata 2』に出演してキショール教授を演じ、『ザ・ヒンドゥー』は映画について「ナーグの教師としての素晴らしい演技と、ガネーシュの感傷的な演技が、この映画の特徴となっている」と批評している。

### 政治家
ナーグはカルナータカ州議会議員として活動し、J・H・パテル政権ではバンガロール都市開発大臣を務めた。2004年の州議会選挙ではジャナタ・ダル (世俗派)から出馬してS・M・クリシュナ（カルナータカ州首相、インド国民会議）、ムクヤマントリ・チャンドゥル（俳優、インド人民党）と議席を争ったが、落選している。2023年2月22日にインド人民党カルナータカ州支部は支部長ナリン・クマール・カティール指導の下で党員プログラムの実施を発表し、ナーグがインド人民党に入党するという憶測が流れたものの、最終的に彼はプログラムには参加せず、プログラム自体も開催中止となった。

## 受賞歴
| 年                                | 部門                         | 作品                                                         | 結果       | 出典   |
| 栄典                              | 栄典                         | 栄典                                                         | 栄典       | 栄典   |
| --------------------------------- | ---------------------------- | ------------------------------------------------------------ | ---------- | ------ |
| 2007年                            | ラージョートサヴァ賞         | N/A                                                          | 受賞       | [ 26 ] |
| 2025年                            | パドマ・ブーシャン勲章       | N/A                                                          | 受賞       | [ 27 ] |
| フィルムフェア賞 南インド映画部門 |                              |                                                              |            |        |
| 1978年                            | テルグ語映画部門主演男優賞   | 『Prema Lekhalu』                                            | ノミネート |        |
| 1980年                            | カンナダ語映画部門主演男優賞 | 『Naa Ninna Bidalaare』                                      | 受賞       | [ 28 ] |
| 1983年                            | カンナダ語映画部門主演男優賞 | 『Bara』                                                     | 受賞       | [ 28 ] |
| 1990年                            | カンナダ語映画部門主演男優賞 | 『Hendthighelbedi』                                          | 受賞       | [ 28 ] |
| 1991年                            | カンナダ語映画部門主演男優賞 | 『Udbhava』                                                  | 受賞       | [ 28 ] |
| 1993年                            | カンナダ語映画部門主演男優賞 | 『Gauri Ganesha』                                            | 受賞       | [ 29 ] |
| 2009年                            | カンナダ語映画部門助演男優賞 | 『Taj Mahal』                                                | ノミネート |        |
| 2009年                            | カンナダ語映画部門助演男優賞 | 『Aramane』                                                  | ノミネート |        |
| 2016年                            | カンナダ語映画部門助演男優賞 | 『Vaastu Prakaara』                                          | ノミネート |        |
| 2017年                            | カンナダ語映画部門主演男優賞 | 『Godhi Banna Sadharana Mykattu』                            | 受賞       | [ 28 ] |
| 2024年                            | カンナダ語映画部門助演男優賞 | 『Gaalipata 2』                                              | ノミネート | [ 30 ] |
| 南インド国際映画賞                |                              |                                                              |            |        |
| 2019年                            | カンナダ語映画部門主演男優賞 | 『Sarkari Hi. Pra. Shaale, Kasaragodu, Koduge: Ramanna Rai』 | ノミネート |        |
| カルナータカ州映画賞              |                              |                                                              |            |        |
| 1979-80年                         | 主演男優賞                   | 『Minchina Ota』                                             | 受賞       |        |
| 1985-86年                         | 主演男優賞                   | 『Hosa Neeru』                                               | 受賞       |        |
| 1987-88年                         | 主演男優賞                   | 『Avasthe』                                                  | 受賞       |        |
| 1994-95年                         | 主演男優賞                   | 『Gangavva Gangamaayi』                                      | 受賞       |        |
| 2011年                            | Dr.ヴィシュヌヴァルダン賞    | N/A                                                          | 受賞       | [ 31 ] |